# NGC 3044
NGC 3044 is een balkspiraalstelsel in het sterrenbeeld Sextant. Het hemelobject werd op 13 december 1784 ontdekt door de Duits-Britse astronoom William Herschel.

## Synoniemen
- UGC 5311
- MCG 0-25-31
- ZWG 7.56
- FGC 965
- IRAS 09511+0148
- PGC 28517